# Terpineol
El terpineol con fórmula química C10H18O, es una forma natural de monoterpeno de alcohol que se ha aislado a partir de una variedad de fuentes tales como el aceite de cajeput, aceite de pino, y aceite petitgrain. Hay cuatro isómeros: alfa-, beta-, gamma-terpineol y terpinen-4-ol. El beta- y el gamma-terpineol difieren solo por la ubicación del doble enlace. El terpineol es por lo general una mezcla de estos isómeros en el que el alfa-terpineol es el componente principal.[cita requerida]

Terpineols: alpha-, beta-, gamma-, and the 4-terpineol isomer

El terpineol tiene un olor agradable similar a la lila y es un ingrediente común en perfumes, cosméticos, y sabores. α-terpineol es uno de los dos más abundantes aromas constituyentes del té lapsang souchong; α-terpineol se origina en el humo de pino utilizado para secar el té.
Aunque es de origen natural, el terpineol es fabricado comúnmente desde el más fácilmente disponible alfa-pineno.
En un estudio, una ruta alternativa a partir del d-limoneno se demostró:

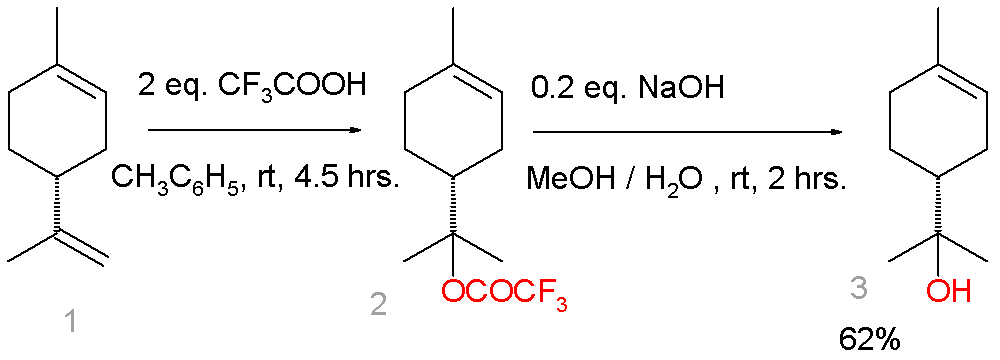
Síntesis de terpineol, a partir de limoneno.

El limoneno reacciona con el ácido trifluoroacético en una reacción de Markovnikov con acetato trifloruro intermedio, el cual se hidroliza fácilmente con hidróxido de sodio a α-terpineol, con 76% de selectividad. Productos adicionales son el β-terpineol en una mezcla de cis-isomer y 4-terpineol.[cita requerida]